# Notropis buccatus
Notropis buccatus är en fiskart som först beskrevs av Cope, 1865.  Notropis buccatus ingår i släktet Notropis och familjen karpfiskar. Inga underarter finns listade i Catalogue of Life.